# Felipe Sen
Felipe Sen Montero (Madrid, 12 de noviembre de 1927-Madrid, 29 de octubre de 2015), doctor en Historia Antigua por la Universidad Complutense de Madrid, fue un especialista español en los manuscritos del Mar Muerto, Flavio Josefo y textos coptos de Nag-Hammadi, profesor y traductor de copto y egipcio.

## Biografía
Nació en Madrid, el 27 de noviembre de 1927. Se licenció en filología clásica en la Universidad Nacional de Colombia y doctoró en Historia Antigua en la Universidad Complutense de Madrid. Es autor de Los Manuscritos del Mar Muerto: La Comunidad de Qumrán y sus escritos. Edimat Libros, Madrid, 1999, 2000 y 2007, Qumran in the Spanish Research, Ed. Z.J. Kapera, Mogilany, 1989, Papers on the Dead Sea Scrolls offered in memory of Jean Carmignac, Cracovia, The Enigma Press, 1993, Addenda to the Spanish Bibliography on the Dead Sea Scrolls 1989-1997, Ed. Z.J. Kapera, Mogilany 1995, Papers on the Dead Sea scrolls offered in memory of Aleksy Klawek, Cracovia, The Enigma Press, 1998, A Short Story of Spanish Research on the Dead Sea Scrolls, The Qumran Chronicle 15, 2007, Cuentos clásicos del Antiguo Egipto, en colaboración con D. Ángel Sánchez Rodríguez; traductor de la Gramática copta de W. Till y de la Gramática egipcia de A. Ermann,  Ed. Visión Libros, Madrid, 2010, co-traductor de Las Fuentes de Mateo, Marcos y Lucas: ¿hebreas, arameas o griegas?, Jean Carmignac, Ed. Visión Libros, Madrid, 2012; colaborador de la síntesis editada por Jaime Vázquez Allegue Para comprender los Manuscritos de Qumrán,  Estella, Verbo Divino, 2004.
Es autor de más de 400 artículos y reseñas en revistas nacionales y extranjeras. Fue colaborador habitual de las revistas Cultura Bíblica, Sefarad (CSIC) y Revue de Qumrân (entre los años 1968 y 1977). Con el director de esta última, Jean Carmignac, le unió una gran amistad hasta su fallecimiento.
Participó en numerosos congresos nacionales e internacionales sobre Qumrán, Egiptología, Biblia y Oriente. Fue coordinador general de tres series de 80 biografías de personajes célebres y mujeres famosas, Vida Cotidiana de los pueblos de la Antigüedad, Ed. Edimat, Madrid, 2008; Los Templarios y Los Fenicios, Ed. Dastin, 2004; Eva, según la Biblia, la tradición, la leyenda y el arte, en colaboración con Celia Álvarez, Ed. Edimat, Madrid, 2005, Vida cotidiana de los egipcios, Ed. Edimat, 2006, Memorias de un viajero abierto a la vida, Ed. Visión Libros, Madrid, 2007; Bibliography of publications on Qumran in the Spanish Language (1949-2011), The Enigma Press, Kraków-Mogilany, 2012.

## Algunas publicaciones
- «En honor de John C. Trever», GazSEHA: Revista de la Sociedad Española de Historia de la Arqueología, ISSN 1885-995X, N.º 5, 2008, pp. 53-61.
- La investigación sobre Qumrán en uno de sus principales representantes: Florentino García Martínez, Gerión, ISSN 0213-0181, Vol. 26, N.º 2, 2008, pp. 103-110.
- El Maestro de Justicia de Qumrán: (1.ª parte), Boletín de la Asociación Española de Orientalistas, ISSN 0571-3692, Año 37, 2001, pp. 177-192.
- Maestro justo (2.ª parte), Boletín de la Asociación Española de Orientalistas, ISSN 0571-3692, Año 2006, 2006, pp. 169-184.
- Historia del manuscrito 04QMMT, Estudios bíblicos, ISSN 0014-1437, Vol. 64, Cuaderno 3-4, 2006, pp. 699-700.
- Josefo y Alejandría, Boletín de la Asociación Española de Orientalistas, ISSN 0571-3692, Año 41, 2005, pp. 287-301.
- Clericalismo y anticlericalismo en Egipto, Historia Abierta, N.º 35, 2005, pp. 22-25.
- La Biblia y Oriente, Boletín de la Asociación Española de Orientalistas, ISSN 0571-3692, Año 40, 2004, pp. 173-185.
- Apócrifos del Nuevo Testamento y la literatura cristiana primitiva, Boletín de la Asociación Española de Orientalistas, ISSN 0571-3692, Año 39, 2003, pp. 203-215.
- El mundo maravilloso de los coptos, Boletín de la Asociación Española de Orientalistas, ISSN 0571-3692, Año 36, 2000, pp. 154-167.
- Para una Bibliografía crítica del estudio y ediciones de Flavio Josefo en España, Gerión, ISSN 0213-0181, N.º 17, 1999, pp. 361-384.
- Un documento polémico de Qumrán: 4QMMT, Boletín de la Asociación Española de Orientalistas, ISSN 0571-3692, Año 31, 1995, pp. 73-81.
- Qumrán y la Gnosis en la investigación actual española, Boletín de la Asociación Española de Orientalistas, ISSN 0571-3692, Año 28, 1992, pp. 97-109.
- Prof. D. Benito Celada : In memoriam, Sefarad: Revista de Estudios Hebraicos y Sefardíes, ISSN 0037-0894, Año 49, N.º 1, 1989, pp. 219-220.
- Los Manuscritos del Mar Muerto: La Comunidad de Qumrán y sus Escritos. Enigmas de la Historia15. Edimat Libros, Madrid, 1999.
- J. Carmignac, Gerión, ISSN 0213-0181, Vol. 27, N.º 2, 2009, pp. 107-124.
- «5.º Congreso Internacional de Mogilany sobre los Manuscritos del Mar Muerto». Boletín de la Asociación Española de Orientalistas 32 (1996) 396-397.
- «El Champollion de los Manuscritos del mar Muerto, J. T. Milik.». Boletín de la Asociación Española de Orientalistas 42 (2006) 339-340.
- «El Kansas Project y el Orion Center: Bibliografía sobre Qumrán». Boletín de la Asociación Española de Orientalistas 35 (1999) 386-387.
- «El Maestro de Justicia de Qumrán». Boletín de la Asociación Española de Orientalistas37 (2001) 177-191.
- «El mundo de Qumrán en el 16.º Encuentro Internacional de la Sociedad de Literatura Bíblica (SBL) en Cracovia». Boletín de la Asociación Española de Orientalistas 10 (1998) 32-36.
- «Los descubrimientos y los documentos de Qumrán: Una valoración». Boletín de la Sociedad Española de Ciencias de la Religión 11 (1999) 7-20.
- «El templo de Qumrán». en Para comprender los manuscritos del mar Muerto, ed. Jaime Vázquez Allegue, 53-66. Estella: Verbo Divino, 2004.